# Mendel (cráter)

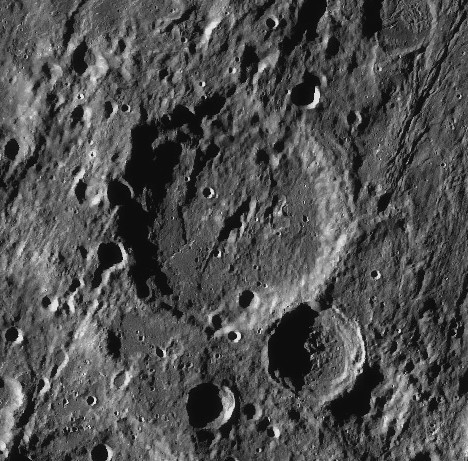
Fotografía de la misión Lunar Reconnaissance Orbiter

Mendel es un gran cráter de impacto perteneciente a la cara oculta de la Luna. Se encuentra en la franja sur de la enorme falda de materiales eyectados que rodea la cuenca de impacto del Mare Orientale. Al sursudoeste de Mendel se halla Lippmann, un cráter aún más grande.
|  |  |

Se trata de una formación desgastada y erosionada, con varios pequeños cráteres sobre su borde. El más reciente Mendel J está unido al borde sureste y comparte parte del brocal. El pequeño Mendel B por su parte el borde en su sector noreste. Un par de pequeños cráteres también cruzan el borde occidental. Partes de la pared interior de Mendel muestran signos de desgaste, parcialmente aterrazadas y con su perfil redondeado. El suelo interior de Mendel muestra restos de materiales y depresiones que pueden haber sido formadas por eyecciones procedentes de la formación del Mare Orientale.
Este cráter se encuentra en el margen occidental de la Cuenca Mendel-Rydberg, una depresión de 630 km de largo formada por un gran impacto durante el Período Nectárico. La cuenca lleva el nombre del cráter Mendel y del cráter Rydberg, una formación más pequeña situada al este de Mendel.

## Cráteres satélite
Por convención estos elementos son identificados en los mapas lunares poniendo la letra en el lado del punto medio del cráter que está más cerca de Mendel.
|        | \| Mendel \| Coordenadas \| Diámetro \| \| ------ \| -------------------------------- \| -------- \| \| B \| 46°30′S 107°42′O / -46.5, -107.7 \| 18 km \| \| J \| 51°36′S 107°24′O / -51.6, -107.4 \| 58 km \| \| V \| 46°42′S 116°42′O / -46.7, -116.7 \| 66 km \| |          |
| Mendel | Coordenadas | Diámetro |
| B      | 46°30′S 107°42′O / -46.5, -107.7 | 18 km    |
| J      | 51°36′S 107°24′O / -51.6, -107.4 | 58 km    |
| V      | 46°42′S 116°42′O / -46.7, -116.7 | 66 km    |